# Horváth Ödön (jogász)
Horváth Ödön (Huszt (Máramaros megye), 1862. március 19. – Budapest, 1919. november 20.) jogi doktor, jogakadémiai tanár, jogi szakíró, közigazgatási bíró.

## Élete
Középiskoláit a máramarosszigeti református líceumban 1879-ig, jogi tanulmányait az eperjesi evangélikus jogakadémián végezte, ahol legnagyobb hatással voltak rá Vandrák András és Berzeviczy Albert tanárai. A jog- és államtudományi vizsgák letétele után 1883-ban az eperjesi evangélikus jogakadémia segédtanára lett; a tételes nemzetközi jognak és néhány speciális kollégiumnak tanításával bízták meg. 1884-ben Kolozsvárt az összes jogtudományok doktorává avatták és ugyanezen évben, az akkor elhunyt Vandrák András helyére, a magyar közjog, jogbölcselet és nemzetközi jog tanszékére rendes tanárnak választották meg. 1886-ban a kar dékánja lett. 1885-től öt évig az eperjesi evangélikus kollégium jegyzőjeként is működött. Több rendbeli utazást tett ismereteinek gyarapítására. 1889-ben a budapesti magyar királyi ítélőtábla bizottsága előtt ügyvédi oklevelet nyert. 1891-ben részt vett a vallás- és közoktatásügyi magyar királyi minisztériumban az egységes jogi államvizsgálatok tárgyában tartott szakértekezleten. 1895-ben a kolozsvári egyetemen a magyar közjogból magántanári képesítést nyert. Élénken részt vett Eperjes társadalmi életében: 1884-től titkára volt a sáros megyei jótékony nőegyletnek; jelentékeny részt vett az eperjesi Széchenyi körnek működésében is, az egylet színészeti-, zene- és képzőművészeti szakválasztmányainak elnöke; 1894-től pedig ezen egyesületnek titkára volt. Jelentős része volt az egyletnek a sáros megyei közművelődési egyesülettel való egyesítésében, mely alkalommal az egylet új alapszabályait kidolgozta.
Cikkeí a Sárospataki Lapokban (1886. Az öngyilkosságról); a Szilágyi Albumban (1885. A huszti pirosdomb, népmonda); az Ország-Világban (1894. A Dunajecz): több szépirodalmi és szaklapnak munkatársa.

## Munkái
- Az eperjesi ág. ev. collegiumi jogakadémia multja s jelene. Kassa, 1886.
- A párviadal történeti, jogbölcsészeti és tételes jogi szempontból. Eperjes, 1887. (Ism. Prot. Egyh. és Isk. Lap.)
- Tábori Erzsók. Rozsnyó, 1887. (Különny. a Rozsnyói Hiradóból.)
- Megjegyzések jogi szakoktatásunk kérdéséhez. Sárospatak, 1888. (Kül. ny. a Sárospataki Lapokból.)
- Ujabb megjegyzések jogi szakoktatásunk kérdéséhez. Sárospatak, 1890. (Kül. ny. a Sárospataki Lapokból.)
- Az 1889: XXVI. t. cz (Az 1883. I. t.-cz. módosításáról, tekintettel a katonai szolgálatot teljesítő joghallgatókra.) Bpest, 1890.
- Tanári jelentés a sárosmegyei jótékony nőegylet 1890. jan. 12. tartott közgyűlésén. Eperjes, 1890.
- A sárosmegyei jótékony nőegylet 1891. jún. 6. tartott közgyűlésének jegyzőkönyve. Eperjes, 1891.
- Dolgozatok a jogi oktatásügy köréből. Bpest, 1891.
- A vallásszabadság kérdéséhez. Debreczen, 1891.
- Jogi államvizsgálataink reformja. Bpest, 1892.
- A karbunkulus torony. Eperjes, 1892.
- Jogi oktatásügyünk néhány kérdéséről. Eperjes, 1893.
- Eszmék a vallásszabadságról. Eperjes, 1893.
- A párviadal kérdéséhez. Eperjes, 1893. (Ism. Főv. Lapok 285. sz.)
- A házasság felbonthatósága. Bpest, 1893.
- A vallás mint a politikai jogok gyakorlásának alapfeltétele. Eperjes, 1893.
- Dolgozatok a vallásszabadság kérdéséhez. Eperjes. 1894.
- A magyar közjog tanításáról és két dolgozat oktatásügyünk kérdéséről. Debreczen, 1895.